# ويليام جومييج
ويليام جومييج (بالفرنسية: Guillaume de Jumièges)‏ معاصر لأحداث 1066، وأحد أوائل الكتاب حول غزو النورمان لإنجلترا. كان ويليام "شخصية غامضة"، ويعرف فقط من رسالة مكرسة للملك وليام كراهب من جومييج. كان أول من جمع كتاب أفعال الدوقات النورمان.